# Rasztiszláv morva fejedelem
Rasztiszláv Nagymorávia második ismert uralkodója volt 846 - 870 között. Ő hívta az első hittérítőket országába. Rasztiszlávot 1994-ben a cseh és szlovák Ortodox Egyház szentté avatta.

## Élete
Nagybátyja, I. Mojmír 833 körül elűzte Pribina nyitrai fejedelmet és helyette Rasztiszlávot tette Nyitra fejedelmévé. Amikor Mojmír függetlenedni próbált a Keleti Frank Királyságtól, akkor  II. Német Lajos sereggel vonult Mojmír ellen 846-ban és Rasztiszlávot tette morva fejedelemmé.
Rasztiszláv is függetleníteni akarta magát a frankoktól, amiért Lajos megtámadta országát, ő azonban ekkor visszaverte a frankokat. A sikeren felbuzdulva egyházát függetleníteni akarta a frank egyháztól. Ennek érdekében I. Miklós pápához fordult, aki azonban elutasította, mivel nem akarta megzavarni a formálódó frank–bolgár szövetséget, amelyik sakkban tarthatta volna a morvákat, másrészt az éppen megtérni bolgárokat szerette volna a pápa a római egyházhoz kötni. A hadiszerencse is megfordult, ezért Rasztiszláv 858-ban békét kötött, újra frank függésbe helyezve magát.
861-ben Német Lajos ellen fellázadt fia, Karlmann, aki mellé Rasztiszláv is odaállt. Megtámadta a frankokhoz tartozó Pannoniai grófságot, Pribina területét. A hadjárat elleni védekezés során Pribina életét vesztette. 862-ben Rasztiszláv szövetségeseiként a magyarok is megütköztek a frankokkal.
1860 körül elhatározta, hogy a germán befolyás ellensúlyozására független szláv egyházat alapít, szláv nyelvű istentisztelettel. Ennek érdekében III. Mikhaél bizánci császárhoz fordult 863-ban, aki egy testvérpárt, Cirillt és Metódot küldte a morvákhoz, akik megnyerték a pápa beleegyezését is az önálló szláv egyház felállításához. Közben azonban Lajos békét kötött fiával, Karlmann-nal, és szövetséget kötött Tullban I. Borisz bolgár kánnal, aki viszont a bizánciaktól független bolgár egyházat szeretett volna felállítani. Lajos és Borisz közösen támadtak Rasztiszlávra, aki Dowina (Dévény?) várában sikerrel védekezett, végül 864-ben mégis kénytelen volt békét kötni.
Ekkor Rasztiszláv újra Rómától várta a morváknak a frank egyháztól való függetlenedését, amiért Cirill és Metód kényelmetlen helyzetbe kerültek. Ezért 867-ben Rómába mentek, de eközben Miklós pápa éppen meghalt. Ekkor még éppen sikeresnek tűnt Róma bolgár térítési kísérlete, ezért II. Adorján pápa szívesen engedett a görög térítők és Rasztiszláv kérésének, amivel elfordult a frank (bajor) udvartól. Cirill és Metód Róma szolgálatába állt, annál is inkább, mert 867 végén Bizáncban pártfogójuk, Phótiosz konstantinápolyi pátriárka megbukott, helyére az új császár I. Baszileiosz újra az elődje által leváltott Ignatioszt ültette. A görög térítőknek a megegyezés szerint a görög helyett a latin rítust kellett használniuk, de – azontúl, hogy a crédót és az evangéliumokat előbb latinul kellett felolvasniuk – használhatták a szláv nyelvet.
869-ben Német Lajos fia, Vastag Károly ment sereggel Rasztiszláv ellen, hogy helyette unokaöccsét, I. Szvatoplukot segítse a trónra, de nem tudta bevenni a várát. Szvatopluk azonban így is uralkodni kezdett 870-től Karlmann védnöksége alatt.
Rasztiszláv foglyul esett, és Lajos király Regensburgban hűtlenségért halálra ítélte. Az ítéletet végül kegyelemből megvakíttatásra változtatta, amit végre is hajtottak, majd kolostorba zárták, ahol még ugyanabban az évben meghalt.